# Feliksowo (Mazovie)
Pour les articles homonymes, voir Feliksowo.
Feliksowo (prononciation : [fɛlikˈsɔvɔ]) est un village polonais de la gmina de Stupsk dans le powiat de Mława de la voïvodie de Mazovie dans le centre-est de la Pologne.

## Histoire
De 1975 à 1998, le village appartenait administrativement à la voïvodie de Ciechanów.